# Epeus dilucidus
Espèce
Synonymes
- Plexippoides dilucidus Próchniewicz, 1990

Epeus dilucidus est une espèce d'araignées aranéomorphes de la famille des Salticidae.

## Distribution
Cette espèce est endémique du Bhoutan. Elle se rencontre vers Wangdiphodrang et Phuntsholing entre 1 700 et 2 000 m d'altitude.

## Description
La carapace du mâle holotype mesure 2,50 mm de long sur 2,40 mm et l'abdomen 3,70 mm de long.

## Systématique et taxinomie
Cette espèce a été décrite sous le protonyme Plexippoides dilucidus par Próchniewicz en 1990. Elle est placée dans le genre Epeus par Wang, Mi et Li en 2024.

## Publication originale
- Próchniewicz, 1990 : « Salticidae aus Nepal und Bhutan. Genera Telamonia Thorell 1887 und Plexippoides Prószyński 1976 (Arachnida: Araneae). » Senckenbergiana Biologica, vol. 70, p. 151-160.